# 大町朋裕
大町 朋裕（おおまち ともひろ、12月11日 - ）は、日本の男性声優。大阪府出身。WITH LINE所属。

## 人物
趣味はサッカーのリフティング、カメラ、麻雀、鍋振り・麺湯切り、関西弁。
妹がいる。

## 出演

### テレビアニメ
2019年
- 警視庁 特務部 特殊凶悪犯対策室 第七課 -トクナナ-（若者C、警官A、刑事C）

2020年
- pet（療養施設の職員たち)
- ネコぱら（男性モブC）
- 魔王城でおやすみ（聖騎士1）

2021年
- スライム倒して300年、知らないうちにレベルMAXになってました（村人D）
- 遊☆戯☆王SEVENS（2021年 - 2022年、美藤カブト、自警団A）

2022年
- ドールズフロントライン（グリフィンスタッフ）
- 阿波連さんははかれない（2022年 - 2025年、若い男、男性店員、生徒） - 2シリーズ
- ブッチギレ!（浪人、平隊士、松井龍次郎、町人、釣人 他）
- シュート!Goal to the Future（千葉佑樹）
- D4DJ Double Mix（SP）

2023年
- 老後に備えて異世界で8万枚の金貨を貯めます（村人、ならず者、ウルフファング隊員）
- メガトン級ムサシ（マーク・ランダー / デミオドネラ＝マーク・ランダー）
- 吸血鬼すぐ死ぬ2（男子生徒）
- 遊☆戯☆王ゴーラッシュ!!（兜虫忍者）
- 六道の悪女たち（角山タケル、クラス男4、男2、不良生徒2、クラス男3 他）
- おとなりに銀河（男性）
- 暴食のベルセルク（盗賊、領民、友人、兵士、ゾンビ使用人 他）

2024年
- 黄昏アウトフォーカス（男子部員、陸上コーチ、ホッケー部員、劇団部員）
- 異世界ゆるり紀行 〜子育てしながら冒険者します〜（警らA）

2025年
- ユア・フォルマ（RF関係者、信奉者、窃盗課）

### Webアニメ
- ラプソディ（男子生徒）

### ゲーム
2017年
- SKYOVER

2018年
- A3!（ガラの悪い学生、劇中劇の観客、見張りの兵士、鈴原卓也）
- 誰ガ為のアルケミスト
- ファイトリーグ（ポイズンアサルト type-ドローン、ウキウキばる〜んフェイス）

2019年
- 戦国大河（長尾政景、立花宗茂）
- 乱闘堂（僧兵）

2021年
- シンスメモリーズ 星天の下で（仁）

2022年
- 少女廻戦（藩鳳、満寵、郝昭）

2023年
- Edge of Eternity（テイア）

### ドラマCD
- 僕は君のいいなり（2017年、部長[33]）
- ナカまであいして（2021年、生徒[34]）
- ナカまであいして2（2022年、ナンパ男[35]）
- 会長、イイ子はもう終わり（2022年、生徒会〈3年生〉[36]）
- かわにさざなみ（2023年、タケ先輩[37]）

### シリーズ一覧
1. ↑  第1期（2022年）、第2期『season2』（2025年）